# Эпилептолог
Эпилептолог — это невролог или психиатр, являющийся экспертом в диагностике припадков и пароксизмальных расстройств, в лечении эпилепсии, в применении противоэпилептических препаратов (антиконвульсантов), а также в ведении особых пациентов с эпилепсией (больные с неконтролируемыми — резистентными — формами эпилепсии, беременные женщины,, дети).
Эпилептология (термин впервые был использован в 1904 году William P. Spratling) — это направление в неврологии (neurology), которое занимается изучением и лечением эпилепсии. Практические врачи, как правило, имеют специализацию по неврологии (реже — по психиатрии), однако получают дополнительное образование, углубленно изучив пароксизмальные расстройства, электрофизиологию, нейровизуализацию, фармакологию антиэпилептических средств, генетику и социальную реабилитацию пациентов. Такая всесторонняя подготовка необходима для работы с пациентами с редкими, тяжелыми формами эпилепсии, а также при неэффективной стандартной терапии.
Среди эпилептологов более узкой специализацией обладают детские эпилептологи. Лечение детей может значительно отличаться от лечения взрослых, так как именно в детском возрасте встречается много особых форм эпилепсии, а также могут требоваться другие препараты для лечения эпилепсии именно в этом возрасте.
Целью лечения является полное прекращение приступов или сведение их к минимуму при отсутствии значительных нежелательных эффектов противоэпилептических препаратов. Часто на подбор оптимального режима приема препаратов под наблюдением эпилептолога уходят многие месяцы.
Эпилептологи работают в специализированных стационарах, ведут приём в амбулаторных учреждениях (поликлиниках) и эпилептологических центрах. Специализированные отделения для больных с тяжёлыми резистентными формами эпилепсии (по европейской классификации — третичный центр) располагаются, как правило, в крупных научных центрах. Часто в таких отделениях проводится углубленное обследование для решения вопроса о хирургическом лечении эпилепсии и, при необходимости, собственно хирургическое вмешательство (четвертичный центр). Однако большинство пациентов с благоприятным течением заболевания нуждается в длительном амбулаторном лечении у эпилептолога, которое позволяет обеспечить оптимальное лечение на разных этапах течения заболевания.
Во второй половине 1990-х годов в России была создана широкая сеть амбулаторных эпилептологических центров (вторичный центр), включающих как взрослых, так и детских эпилептологов. Значительный вклад в создание таких центров и обучение специалистов по эпилептологии осуществлялось при поддержке фармацевтической компании Sanofi.
При отсутствии эпилептолога пациенты с легкими формами эпилепсии, которые хорошо поддаются стандартному лечению, могут наблюдаться неврологами и врачами общей практики (первичный центр).
Важным направлением эпилептологии является исследовательская деятельность, которая позволяет более детально изучить патогенетические механизмы при различных формах эпилепсии и разработать новые подходы к лечению. Исследования в области эпилептологии могут спонсироваться государством, различными фондами и фармакологическими компаниями, разрабатывающими новые противоэпилептические препараты.